# Lista comunelor din Adrar

Harta Algeriei cu provincia Adrar evidențiată

Din provincia Adrar fac parte următoarele comune:
- Adrar
- Akabli
- Aougrout
- Aoulef
- Bordj Badji Mokhtar
- Bouda
- Charouine
- Deldoul
- Fenoughil
- In Z'Ghmir
- Ksar Kaddour
- Metarfa
- Ouled Ahmed Timmi
- Ouled Aïssa
- Ouled Said
- Reggane
- Sali
- Sebaa
- Talmine
- Tamantit
- Tamest
- Tamekten
- Timiaouine
- Timimoun
- Tinerkouk
- Tit
- Tsabit
- Zaouiet Kounta